# Yahoo! Japan
Yahoo! Japan (jap. ヤフー株式会社 Yafū Kabushiki-gaisha) – japoński portal internetowy, będący częścią amerykańskiego serwisu Yahoo!.
Siedziba firmy znajduje się w wieżowcu Tokyo Mid-Town Tower, w Roppongi, w dzielnicy Minato, w Tokio. Jej największym akcjonariuszem jest firma SoftBank.
Od 6 kwietnia 2022 roku portal jest niedostępny dla odwiedzających z Europejskiego Obszaru Gospodarczego i Wielkiej Brytanii ze względu na „zbyt duże trudności w dostosowaniu się do regulacji o ochronie danych”.